# Catocala basarabica
Catocala basarabica är en fjärilsart som beskrevs av Hormuzachi och Alexinschi 1928. Catocala basarabica ingår i släktet Catocala och familjen nattflyn. Inga underarter finns listade i Catalogue of Life.